# Oionchus obtusicaudatus
Oionchus obtusicaudatus is een rondwormensoort uit de familie van de Mononchulidae. De wetenschappelijke naam van de soort is voor het eerst geldig gepubliceerd in 1932 door Kreis.